# Thérèse Sita-Bella
Thérèse Sita-Bella (1933–27 de febrero de 2006), nacida como Thérèse Bella Mbida, fue una directora de cine de Camerún que se convirtió en la primera cineasta de África y Camerún. 

## Biografía
Nació en la tribu Beti en el sur de Camerún, y se educó con los misioneros católicos. En la década de 1950, después de realizar su bachillerato en una escuela en la capital de Camerún, Yaundé, fue a París para continuar sus estudios. En Francia desarrolló también su interés por el periodismo y el cine. 

## Carrera
En 1955, Sita-Bella comenzó su carrera como periodista. Más tarde, en 1963, Sita-Bella se convirtió en la primera mujer cineasta en Camerún y en toda África. De 1964 a 1965, trabajó en Francia en el periódico francés La Vie Africane, que ella cocreó. Después de regresar a Camerún en 1967, se incorporó al Ministerio de Información y asumió la jefatura adjunta de  Información.

## Tam Tam en Paris
En 1963, Sita-Bella dirigió el documental Tam-Tam à Paris, que siguió a una compañía del Conjunto Nacional de Camerún durante una gira por París. Tam Tam à Paris es frecuentemente citada como la primera película de una mujer del África subsahariana. En 1969, Tam Tam à Paris se presentó en la primera Semana del cine africano, un festival que luego se conocería como FESPACO .
 

 Sita-Bella era considerada una pionera y una de las pocas mujeres que trabajaban en la industria del cine dominada por hombres.  Ella habló sobre la industria del cine en la década de 1970 diciendo: 
 "¿Mujeres de cámara en los años 70? En ese momento éramos muy pocos. Había pocos indios occidentales, una mujer de Senegal llamada Safi Faye y yo. Pero sabes que el cine no es un asunto de mujeres ".  

## Muerte
El 27 de febrero de 2006, Sita-Bella murió en un hospital de Yaundé por cáncer de colon. Sita-Bella fue enterrada en el cementerio de Mvolye en Yaundé.  

## Honores
La sala de cine Sita Bella en el Centro Cultural de Camerún lleva su nombre.